# Străoane
Străoane è un comune della Romania di 3 849 abitanti, ubicato nel distretto di Vrancea, nella regione storica della Moldavia. 
Il comune è formato dall'unione di 4 villaggi: Muncelu, Repedea, Străoane, Văleni.
Di un certo interesse nel comune è la chiesa lignea dedicata a San Nicola (Sf. Nicolae), costruita originariamente nel XV secolo e di fatto completamente ricostruita nel XVIII secolo.